# Espiperona
Espiperona (espiroperidol; nome de marca: Spiropitan) é um antipsicótico típico e substância química de pesquisa pertencente à classe química das butirofenonas. É licenciado para uso clínico no Japão para o tratamento de esquizofrenia. Adicionalmente a espiperona foi identificada por triagem de composta para ser um ativador de canais de Cl− ativados por Ca2+ (CaCCs), portanto, um alvo potencial para terapia de fibrose cística.